# USS McCalla (DD-488)
Pour les autres navires du même nom, voir USS McCalla.
L'USS McCalla (DD-488) est un destroyer de classe Gleaves construit pour l'United States Navy en 1942. Il participe à la Seconde Guerre mondiale avant d'être transféré à la marine turque en 1949.

## Histoire
La construction de l'USS McCalla commence le 15 septembre 1941. Il est lancé le 20 mars 1942 et entre en service le 27 mai 1942.